# Avô
Avô is een dorp en freguesia (deelgemeente) in de Portugese gemeente Oliveira do Hospital.
De freguesia heeft een oppervlakte van 7,71 km² en heeft 633 inwoners (2001). De bevolkingsdichtheid bedraagt 82,1 inwoners per km².
Van 1187 tot 1855 was Avô een zelfstandige gemeente. Bij de opheffing van de gemeente werden de freguesias Anceriz, Píodão en Pomares ingedeeld bij de gemeente Arganil, terwijl Avô zelf, Aldeia das Dez, Lourosa, Santa Ovaia en Vila Pouca da Beira naar de gemeente Oliveira do Hospital overgingen.
Naast een aantal kapelletjes en een kerk uit de 18e eeuw, zijn in het dorp ook de resten van een kasteel, waarvan de bouw toegeschreven wordt aan het bewind van Afonso Henriques, te zien.